# بيتر هاس
بيتر هاس (بالألمانية: Peter Haas)‏ هو نقاش ألماني، ولد في 12 أبريل 1754 في كوبنهاغن في الدنمارك، وتوفي في 1804 في برلين في ألمانيا.